# 2018-as női röplabda-világbajnokság
A 2018-es női röplabda-világbajnokság a 18. volt a sportág történetében. A tornát szeptember 29. és október 20. között rendezték Japánban 24 válogatott részvételével. A tornát Szerbia nyerte, története során először.

## Résztvevők
| Afrika (2) - Kamerun - Kenya Ázsia (5) - Dél-Korea - Japán (rendező) - Kazahsztán - Kína - Thaiföld | Észak-Amerika (7) - Egyesült Államok - Dominikai Köztársaság - Kanada - Kuba - Mexikó - Puerto Rico - Trinidad és Tobago Dél-Amerika (2) - Argentína - Brazília | Európa (8) - Olaszország - Azerbajdzsán - Bulgária - Hollandia - Németország - Oroszország - Szerbia - Törökország |

## Lebonyolítás
A 24 résztvevő az első fordulóban négy darab hatcsapatos csoportot alkotott. A csoportokban körmérkőzéseket játszottak a csapatok, amely után kialakultak a csoportok végeredményei. Az első négy helyezett jutott tovább a második fordulóba. Az ötödik helyezettek a 17., a hatodik helyezettek a 21. helyen végeztek.
A második fordulóba jutott 16 csapat két darab nyolccsapatos csoportot alkotott. Itt a csapatok szintén körmérkőzéseket játszottak, amely után kialakultak a csoportok végeredményei. Az első három helyezett jutott tovább a harmadik fordulóba.
A harmadik fordulóba jutott 6 csapat két darab háromcsapatos csoportot alkotott. A csapatok újabb körmérkőzéseket játszottak, amely után kialakultak a csoportok végeredményei. A harmadik helyezettek az 5. helyért játszottak. Az első két helyezett az elődöntőbe jutott. Innen egyenes kieséses rendszerben folytatódott a torna. Az elődöntők győztesei játszhattak a döntőben, a vesztesek a bronzéremért mérkőzhettek.
A sorrend meghatározása
- Ha a mérkőzésnek 3–0 vagy 3–1 lett a végeredménye, akkor a győztes 3, a vesztes 0 pontot kapott.
- Ha a mérkőzésnek 3–2 lett a végeredménye, akkor a győztes 2, a vesztes 1 pontot kapott.
- Azonos pontszám esetén a több nyert mérkőzés, majd a szettarány, és a pontarány döntött.

## Első forduló

### A csoport
| Hely. | Csapat      | M | Gy | V | Pont | Sz+ | Sz– | SzA   | P+  | P–  | PA    | Továbbjutás     |
| ----- | ----------- | - | -- | - | ---- | --- | --- | ----- | --- | --- | ----- | --------------- |
| 1.    | Hollandia   | 5 | 5  | 0 | 14   | 15  | 3   | 5,000 | 435 | 375 | 1,160 | Második forduló |
| 2.    | Japán (R)   | 5 | 4  | 1 | 13   | 14  | 3   | 4,667 | 417 | 309 | 1,350 | Második forduló |
| 3.    | Németország | 5 | 3  | 2 | 9    | 10  | 6   | 1,667 | 401 | 351 | 1,142 | Második forduló |
| 4.    | Mexikó      | 5 | 1  | 4 | 3    | 4   | 12  | 0,333 | 312 | 383 | 0,815 | Második forduló |
| 5.    | Argentína   | 5 | 1  | 4 | 3    | 3   | 12  | 0,250 | 308 | 363 | 0,848 |                 |
| 6.    | Kamerun     | 5 | 1  | 4 | 3    | 3   | 13  | 0,231 | 294 | 386 | 0,762 |                 |

| 2018. szeptember 29. 13:10 | Mexikó                                   | 1–3 | Kamerun | Jokohama Aréna, Jokohama |
| 2018. szeptember 29. 13:10 | (25–17, 23–25, 16–25, 21–25) Jegyzőkönyv |     |         | Jokohama Aréna, Jokohama |

| 2018. szeptember 29. 15:40 | Németország                              | 1–3 | Hollandia | Jokohama Aréna, Jokohama |
| 2018. szeptember 29. 15:40 | (25–22, 21–25, 22–25, 30–32) Jegyzőkönyv |     |           | Jokohama Aréna, Jokohama |

| 2018. szeptember 29. 19:20 | Argentína                         | 0–3 | Japán | Jokohama Aréna, Jokohama |
| 2018. szeptember 29. 19:20 | (15–25, 13–25, 12–25) Jegyzőkönyv |     |       | Jokohama Aréna, Jokohama |

| 2018. szeptember 30. 13:40 | Kamerun                           | 0–3 | Németország | Jokohama Aréna, Jokohama |
| 2018. szeptember 30. 13:40 | (14–25, 10–25, 16–25) Jegyzőkönyv |     |             | Jokohama Aréna, Jokohama |

| 2018. szeptember 30. 16:10 | Argentína                         | 0–3 | Mexikó | Jokohama Aréna, Jokohama |
| 2018. szeptember 30. 16:10 | (20–25, 23–25, 23–25) Jegyzőkönyv |     |        | Jokohama Aréna, Jokohama |

| 2018. szeptember 30. 19:20 | Japán                                           | 2–3 | Hollandia | Jokohama Aréna, Jokohama |
| 2018. szeptember 30. 19:20 | (25–27, 25–16, 26–28, 25–19, 13–15) Jegyzőkönyv |     |           | Jokohama Aréna, Jokohama |

| 2018. október 1. 13:40 | Németország                       | 3–0 | Argentína | Jokohama Aréna, Jokohama |
| 2018. október 1. 13:40 | (25–21, 34–32, 25–18) Jegyzőkönyv |     |           | Jokohama Aréna, Jokohama |

| 2018. október 1. 16:10 | Hollandia                         | 3–0 | Kamerun | Jokohama Aréna, Jokohama |
| 2018. október 1. 16:10 | (25–16, 26–24, 25–18) Jegyzőkönyv |     |         | Jokohama Aréna, Jokohama |

| 2018. október 1. 19:20 | Mexikó                            | 0–3 | Japán | Jokohama Aréna, Jokohama |
| 2018. október 1. 19:20 | (15–25, 15–25, 15–25) Jegyzőkönyv |     |       | Jokohama Aréna, Jokohama |

| 2018. október 3. 13:40 | Argentína                         | 0–3 | Hollandia | Jokohama Aréna, Jokohama |
| 2018. október 3. 13:40 | (17–25, 17–25, 22–25) Jegyzőkönyv |     |           | Jokohama Aréna, Jokohama |

| 2018. október 3. 16:10 | Mexikó                            | 0–3 | Németország | Jokohama Aréna, Jokohama |
| 2018. október 3. 16:10 | (19–25, 17–25, 22–25) Jegyzőkönyv |     |             | Jokohama Aréna, Jokohama |

| 2018. október 3. 19:20 | Japán                             | 3–0 | Kamerun | Jokohama Aréna, Jokohama |
| 2018. október 3. 19:20 | (25–19, 25–20, 25–11) Jegyzőkönyv |     |         | Jokohama Aréna, Jokohama |

| 2018. október 4. 13:40 | Hollandia                         | 3–0 | Mexikó | Jokohama Aréna, Jokohama |
| 2018. október 4. 13:40 | (25–19, 25–14, 25–16) Jegyzőkönyv |     |        | Jokohama Aréna, Jokohama |

| 2018. október 4. 16:10 | Kamerun                           | 0–3 | Argentína | Jokohama Aréna, Jokohama |
| 2018. október 4. 16:10 | (22–25, 20–25, 12–25) Jegyzőkönyv |     |           | Jokohama Aréna, Jokohama |

| 2018. október 4. 19:20 | Németország                       | 0–3 | Japán | Jokohama Aréna, Jokohama |
| 2018. október 4. 19:20 | (25–27, 20–25, 24–26) Jegyzőkönyv |     |       | Jokohama Aréna, Jokohama |

### B csoport
| Hely. | Csapat      | M | Gy | V | Pont | Sz+ | Sz– | SzA    | P+  | P–  | PA    | Továbbjutás     |
| ----- | ----------- | - | -- | - | ---- | --- | --- | ------ | --- | --- | ----- | --------------- |
| 1.    | Olaszország | 5 | 5  | 0 | 15   | 15  | 1   | 15,000 | 396 | 290 | 1,366 | Második forduló |
| 2.    | Kína        | 5 | 4  | 1 | 12   | 13  | 4   | 3,250  | 407 | 342 | 1,190 | Második forduló |
| 3.    | Törökország | 5 | 3  | 2 | 9    | 9   | 7   | 1,286  | 364 | 309 | 1,178 | Második forduló |
| 4.    | Bulgária    | 5 | 2  | 3 | 6    | 7   | 10  | 0,700  | 361 | 383 | 0,943 | Második forduló |
| 5.    | Kanada      | 5 | 1  | 4 | 3    | 4   | 13  | 0,308  | 332 | 401 | 0,828 |                 |
| 6.    | Kuba        | 5 | 0  | 5 | 0    | 2   | 15  | 0,133  | 279 | 414 | 0,674 |                 |

| 2018. szeptember 29. 13:40 | Bulgária                          | 0–3 | Olaszország | Hokkaido Prefectural Sports Center, Szapporo |
| 2018. szeptember 29. 13:40 | (15–25, 19–25, 22–25) Jegyzőkönyv |     |             | Hokkaido Prefectural Sports Center, Szapporo |

| 2018. szeptember 29. 16:10 | Törökország                       | 3–0 | Kanada | Hokkaido Prefectural Sports Center, Szapporo |
| 2018. szeptember 29. 16:10 | (25–18, 25–13, 25–15) Jegyzőkönyv |     |        | Hokkaido Prefectural Sports Center, Szapporo |

| 2018. szeptember 29. 19:20 | Kína                              | 3–0 | Kuba | Hokkaido Prefectural Sports Center, Szapporo |
| 2018. szeptember 29. 19:20 | (25–12, 25–23, 25–14) Jegyzőkönyv |     |      | Hokkaido Prefectural Sports Center, Szapporo |

| 2018. szeptember 30. 13:40 | Kanada                            | 0–3 | Olaszország | Hokkaido Prefectural Sports Center, Szapporo |
| 2018. szeptember 30. 13:40 | (15–25, 15–25, 18–25) Jegyzőkönyv |     |             | Hokkaido Prefectural Sports Center, Szapporo |

| 2018. szeptember 30. 16:10 | Kuba                              | 0–3 | Bulgária | Hokkaido Prefectural Sports Center, Szapporo |
| 2018. szeptember 30. 16:10 | (10–25, 20–25, 14–25) Jegyzőkönyv |     |          | Hokkaido Prefectural Sports Center, Szapporo |

| 2018. szeptember 30. 19:20 | Törökország                       | 0–3 | Kína | Hokkaido Prefectural Sports Center, Szapporo |
| 2018. szeptember 30. 19:20 | (18–25, 23–25, 23–25) Jegyzőkönyv |     |      | Hokkaido Prefectural Sports Center, Szapporo |

| 2018. október 2. 13:40 | Olaszország                       | 3–0 | Kuba | Hokkaido Prefectural Sports Center, Szapporo |
| 2018. október 2. 13:40 | (25–11, 25–18, 25–20) Jegyzőkönyv |     |      | Hokkaido Prefectural Sports Center, Szapporo |

| 2018. október 2. 16:10 | Bulgária                          | 0–3 | Törökország | Hokkaido Prefectural Sports Center, Szapporo |
| 2018. október 2. 16:10 | (17–25, 23–25, 12–25) Jegyzőkönyv |     |             | Hokkaido Prefectural Sports Center, Szapporo |

| 2018. október 2. 19:20 | Kína                              | 3–0 | Kanada | Hokkaido Prefectural Sports Center, Szapporo |
| 2018. október 2. 19:20 | (25–21, 25–21, 25–13) Jegyzőkönyv |     |        | Hokkaido Prefectural Sports Center, Szapporo |

| 2018. október 3. 13:40 | Törökország                       | 0–3 | Olaszország | Hokkaido Prefectural Sports Center, Szapporo |
| 2018. október 3. 13:40 | (19–25, 21–25, 12–25) Jegyzőkönyv |     |             | Hokkaido Prefectural Sports Center, Szapporo |

| 2018. október 3. 16:10 | Kanada                                   | 3–1 | Kuba | Hokkaido Prefectural Sports Center, Szapporo |
| 2018. október 3. 16:10 | (16–25, 25–13, 25–18, 25–20) Jegyzőkönyv |     |      | Hokkaido Prefectural Sports Center, Szapporo |

| 2018. október 3. 19:20 | Kína                                     | 3–1 | Bulgária | Hokkaido Prefectural Sports Center, Szapporo |
| 2018. október 3. 19:20 | (22–25, 25–22, 25–14, 25–17) Jegyzőkönyv |     |          | Hokkaido Prefectural Sports Center, Szapporo |

| 2018. október 4. 13:40 | Bulgária                                 | 3–1 | Kanada | Hokkaido Prefectural Sports Center, Szapporo |
| 2018. október 4. 13:40 | (23–25, 27–25, 25–21, 25–21) Jegyzőkönyv |     |        | Hokkaido Prefectural Sports Center, Szapporo |

| 2018. október 4. 16:10 | Kuba                                    | 1–3 | Törökország | Hokkaido Prefectural Sports Center, Szapporo |
| 2018. október 4. 16:10 | (15–25, 14–25, 25–23, 7–25) Jegyzőkönyv |     |             | Hokkaido Prefectural Sports Center, Szapporo |

| 2018. október 4. 19:20 | Olaszország                              | 3–1 | Kína | Hokkaido Prefectural Sports Center, Szapporo |
| 2018. október 4. 19:20 | (20–25, 26–24, 25–16, 25–20) Jegyzőkönyv |     |      | Hokkaido Prefectural Sports Center, Szapporo |

### C csoport
| Hely. | Csapat             | M | Gy | V | Pont | Sz+ | Sz– | SzA   | P+  | P–  | PA    | Továbbjutás     |
| ----- | ------------------ | - | -- | - | ---- | --- | --- | ----- | --- | --- | ----- | --------------- |
| 1.    | Egyesült Államok   | 5 | 5  | 0 | 13   | 15  | 5   | 3,000 | 454 | 387 | 1,173 | Második forduló |
| 2.    | Oroszország        | 5 | 4  | 1 | 12   | 14  | 5   | 2,800 | 433 | 356 | 1,216 | Második forduló |
| 3.    | Thaiföld           | 5 | 3  | 2 | 10   | 13  | 10  | 1,300 | 471 | 467 | 1,009 | Második forduló |
| 4.    | Azerbajdzsán       | 5 | 2  | 3 | 6    | 7   | 10  | 0,700 | 393 | 383 | 1,026 | Második forduló |
| 5.    | Dél-Korea          | 5 | 1  | 4 | 4    | 7   | 12  | 0,583 | 400 | 426 | 0,939 |                 |
| 6.    | Trinidad és Tobago | 5 | 0  | 5 | 0    | 1   | 15  | 0,067 | 271 | 403 | 0,672 |                 |

| 2018. szeptember 29. 13:40 | Oroszország                       | 3–0 | Trinidad és Tobago | Kobe Green Arena, Kóbe |
| 2018. szeptember 29. 13:40 | (25–21, 25–11, 25–12) Jegyzőkönyv |     |                    | Kobe Green Arena, Kóbe |

| 2018. szeptember 29. 16:10 | Azerbajdzsán                      | 0–3 | Egyesült Államok | Kobe Green Arena, Kóbe |
| 2018. szeptember 29. 16:10 | (27–29, 21–25, 21–25) Jegyzőkönyv |     |                  | Kobe Green Arena, Kóbe |

| 2018. szeptember 29. 19:20 | Dél-Korea                                       | 2–3 | Thaiföld | Kobe Green Arena, Kóbe |
| 2018. szeptember 29. 19:20 | (25–18, 22–25, 19–25, 25–13, 11–15) Jegyzőkönyv |     |          | Kobe Green Arena, Kóbe |

| 2018. szeptember 30. 13:40 | Egyesült Államok                  | 3–0 | Trinidad és Tobago | Kobe Green Arena, Kóbe |
| 2018. szeptember 30. 13:40 | (25–11, 25–11, 25–11) Jegyzőkönyv |     |                    | Kobe Green Arena, Kóbe |

| 2018. szeptember 30. 16:10 | Azerbajdzsán                             | 3–1 | Dél-Korea | Kobe Green Arena, Kóbe |
| 2018. szeptember 30. 16:10 | (25–18, 25–18, 23–25, 25–18) Jegyzőkönyv |     |           | Kobe Green Arena, Kóbe |

| 2018. szeptember 30. 19:20 | Thaiföld                                       | 2–3 | Oroszország | Kobe Green Arena, Kóbe |
| 2018. szeptember 30. 19:20 | (25–21, 25–17, 13–25, 21–25, 9–15) Jegyzőkönyv |     |             | Kobe Green Arena, Kóbe |

| 2018. október 2. 13:40 | Oroszország                       | 3–0 | Azerbajdzsán | Kobe Green Arena, Kóbe |
| 2018. október 2. 13:40 | (25–21, 25–21, 25–22) Jegyzőkönyv |     |              | Kobe Green Arena, Kóbe |

| 2018. október 2. 16:10 | Trinidad és Tobago                       | 1–3 | Thaiföld | Kobe Green Arena, Kóbe |
| 2018. október 2. 16:10 | (17–25, 17–25, 25–23, 11–25) Jegyzőkönyv |     |          | Kobe Green Arena, Kóbe |

| 2018. október 2. 19:20 | Egyesült Államok                         | 3–1 | Dél-Korea | Kobe Green Arena, Kóbe |
| 2018. október 2. 19:20 | (19–25, 25–21, 25–21, 25–18) Jegyzőkönyv |     |           | Kobe Green Arena, Kóbe |

| 2018. október 3. 13:40 | Azerbajdzsán                      | 3–0 | Trinidad és Tobago | Kobe Green Arena, Kóbe |
| 2018. október 3. 13:40 | (29–27, 25–16, 25–17) Jegyzőkönyv |     |                    | Kobe Green Arena, Kóbe |

| 2018. október 3. 16:10 | Dél-Korea                         | 0–3 | Oroszország | Kobe Green Arena, Kóbe |
| 2018. október 3. 16:10 | (23–25, 20–25, 15–25) Jegyzőkönyv |     |             | Kobe Green Arena, Kóbe |

| 2018. október 3. 19:20 | Thaiföld                                        | 3–2 | Egyesült Államok | Kobe Green Arena, Kóbe |
| 2018. október 3. 19:20 | (25–17, 25–16, 23–25, 21–25, 15–11) Jegyzőkönyv |     |                  | Kobe Green Arena, Kóbe |

| 2018. október 4. 13:40 | Trinidad és Tobago                | 0–3 | Dél-Korea | Kobe Green Arena, Kóbe |
| 2018. október 4. 13:40 | (24–26, 16–25, 23–25) Jegyzőkönyv |     |           | Kobe Green Arena, Kóbe |

| 2018. október 4. 16:10 | Thaiföld                                 | 3–1 | Azerbajdzsán | Kobe Green Arena, Kóbe |
| 2018. október 4. 16:10 | (25–22, 15–25, 25–19, 25–17) Jegyzőkönyv |     |              | Kobe Green Arena, Kóbe |

| 2018. október 4. 19:10 | Oroszország                                     | 2–3 | Egyesült Államok | Kobe Green Arena, Kóbe |
| 2018. október 4. 19:10 | (25–19, 20–25, 24–26, 25–12, 11–15) Jegyzőkönyv |     |                  | Kobe Green Arena, Kóbe |

### D csoport
| Hely. | Csapat                | M | Gy | V | Pont | Sz+ | Sz– | SzA   | P+  | P–  | PA    | Továbbjutás     |
| ----- | --------------------- | - | -- | - | ---- | --- | --- | ----- | --- | --- | ----- | --------------- |
| 1.    | Szerbia               | 5 | 5  | 0 | 15   | 15  | 0   | MAX   | 377 | 262 | 1,439 | Második forduló |
| 2.    | Brazília              | 5 | 4  | 1 | 12   | 12  | 3   | 4,000 | 360 | 259 | 1,390 | Második forduló |
| 3.    | Dominikai Köztársaság | 5 | 3  | 2 | 9    | 9   | 6   | 1,500 | 341 | 292 | 1,168 | Második forduló |
| 4.    | Puerto Rico           | 5 | 2  | 3 | 6    | 6   | 9   | 0,667 | 318 | 344 | 0,924 | Második forduló |
| 5.    | Kenya                 | 5 | 1  | 4 | 3    | 3   | 12  | 0,250 | 231 | 366 | 0,631 |                 |
| 6.    | Kazahsztán            | 5 | 0  | 5 | 0    | 0   | 15  | 0,000 | 271 | 375 | 0,723 |                 |

| 2018. szeptember 29. 13:40 | Puerto Rico                      | 0–3 | Brazília | Hamamatsu Arena, Hamamacu |
| 2018. szeptember 29. 13:40 | (25–27, 12–25, 7–25) Jegyzőkönyv |     |          | Hamamatsu Arena, Hamamacu |

| 2018. szeptember 29. 16:10 | Dominikai Köztársaság             | 0–3 | Szerbia | Hamamatsu Arena, Hamamacu |
| 2018. szeptember 29. 16:10 | (17–25, 20–25, 22–25) Jegyzőkönyv |     |         | Hamamatsu Arena, Hamamacu |

| 2018. szeptember 29. 19:20 | Kazahsztán                        | 0–3 | Kenya | Hamamatsu Arena, Hamamacu |
| 2018. szeptember 29. 19:20 | (23–25, 22–25, 21–25) Jegyzőkönyv |     |       | Hamamatsu Arena, Hamamacu |

| 2018. szeptember 30. 13:40 | Brazília                          | 3–0 | Dominikai Köztársaság | Hamamatsu Arena, Hamamacu |
| 2018. szeptember 30. 13:40 | (25–15, 25–20, 25–22) Jegyzőkönyv |     |                       | Hamamatsu Arena, Hamamacu |

| 2018. szeptember 30. 16:10 | Kazahsztán                        | 0–3 | Puerto Rico | Hamamatsu Arena, Hamamacu |
| 2018. szeptember 30. 16:10 | (21–25, 15–25, 22–25) Jegyzőkönyv |     |             | Hamamatsu Arena, Hamamacu |

| 2018. szeptember 30. 19:20 | Kenya                           | 0–3 | Szerbia | Hamamatsu Arena, Hamamacu |
| 2018. szeptember 30. 19:20 | (16–25, 9–25, 8–25) Jegyzőkönyv |     |         | Hamamatsu Arena, Hamamacu |

| 2018. október 1. 13:40 | Dominikai Köztársaság             | 3–0 | Kazahsztán | Hamamatsu Arena, Hamamacu |
| 2018. október 1. 13:40 | (25–22, 25–15, 25–19) Jegyzőkönyv |     |            | Hamamatsu Arena, Hamamacu |

| 2018. október 1. 16:10 | Puerto Rico                       | 3–0 | Kenya | Hamamatsu Arena, Hamamacu |
| 2018. október 1. 16:10 | (25–20, 25–22, 25–15) Jegyzőkönyv |     |       | Hamamatsu Arena, Hamamacu |

| 2018. október 1. 19:20 | Szerbia                           | 3–0 | Brazília | Hamamatsu Arena, Hamamacu |
| 2018. október 1. 19:20 | (25–21, 25–18, 25–19) Jegyzőkönyv |     |          | Hamamatsu Arena, Hamamacu |

| 2018. október 3. 13:40 | Puerto Rico                       | 0–3 | Dominikai Köztársaság | Hamamatsu Arena, Hamamacu |
| 2018. október 3. 13:40 | (22–25, 17–25, 20–25) Jegyzőkönyv |     |                       | Hamamatsu Arena, Hamamacu |

| 2018. október 3. 16:10 | Kazahsztán                        | 0–3 | Szerbia | Hamamatsu Arena, Hamamacu |
| 2018. október 3. 16:10 | (18–25, 16–25, 13–25) Jegyzőkönyv |     |         | Hamamatsu Arena, Hamamacu |

| 2018. október 3. 19:20 | Kenya                             | 0–3 | Brazília | Hamamatsu Arena, Hamamacu |
| 2018. október 3. 19:20 | (13–25, 10–25, 16–25) Jegyzőkönyv |     |          | Hamamatsu Arena, Hamamacu |

| 2018. október 4. 13:40 | Szerbia                           | 3–0 | Puerto Rico | Hamamatsu Arena, Hamamacu |
| 2018. október 4. 13:40 | (25–23, 25–17, 27–25) Jegyzőkönyv |     |             | Hamamatsu Arena, Hamamacu |

| 2018. október 4. 16:10 | Dominikai Köztársaság           | 3–0 | Kenya | Hamamatsu Arena, Hamamacu |
| 2018. október 4. 16:10 | (25–5, 25–7, 25–15) Jegyzőkönyv |     |       | Hamamatsu Arena, Hamamacu |

| 2018. október 4. 19:20 | Brazília                          | 3–0 | Kazahsztán | Hamamatsu Arena, Hamamacu |
| 2018. október 4. 19:20 | (25–11, 25–20, 25–13) Jegyzőkönyv |     |            | Hamamatsu Arena, Hamamacu |

## Második forduló

### E csoport
| Hely. | Csapat                | M | Gy | V | Pont | Sz+ | Sz– | SzA   | P+  | P–  | PA    | Továbbjutás      |
| ----- | --------------------- | - | -- | - | ---- | --- | --- | ----- | --- | --- | ----- | ---------------- |
| 1.    | Hollandia             | 9 | 8  | 1 | 24   | 26  | 6   | 4,333 | 756 | 634 | 1,192 | Harmadik forduló |
| 2.    | Japán (R)             | 9 | 7  | 2 | 22   | 25  | 9   | 2,778 | 805 | 670 | 1,201 | Harmadik forduló |
| 3.    | Szerbia               | 9 | 7  | 2 | 21   | 22  | 6   | 3,667 | 669 | 532 | 1,258 | Harmadik forduló |
| 4.    | Brazília              | 9 | 7  | 2 | 20   | 23  | 11  | 2,091 | 790 | 650 | 1,215 |                  |
| 5.    | Dominikai Köztársaság | 9 | 5  | 4 | 16   | 17  | 12  | 1,417 | 646 | 576 | 1,122 |                  |
| 6.    | Németország           | 9 | 5  | 4 | 14   | 16  | 15  | 1,067 | 714 | 714 | 1,000 |                  |
| 7.    | Puerto Rico           | 9 | 3  | 6 | 9    | 10  | 19  | 0,526 | 615 | 678 | 0,907 |                  |
| 8.    | Mexikó                | 9 | 1  | 8 | 3    | 6   | 24  | 0,250 | 569 | 724 | 0,786 |                  |

| 2018. október 7. 10:40 | Mexikó                | 0–3 | Szerbia | Nippon Gaishi Hall, Nagoja |
| 2018. október 7. 10:40 | (19–25, 17–25, 15–25) |     |         | Nippon Gaishi Hall, Nagoja |

| 2018. október 7. 13:25 | Németország                         | 3–2 | Brazília | Nippon Gaishi Hall, Nagoja |
| 2018. október 7. 13:25 | (14–25, 19–25, 32–30, 25–19, 17–15) |     |          | Nippon Gaishi Hall, Nagoja |

| 2018. október 7. 16:10 | Hollandia             | 3–0 | Puerto Rico | Nippon Gaishi Hall, Nagoja |
| 2018. október 7. 16:10 | (25–16, 25–15, 25–20) |     |             | Nippon Gaishi Hall, Nagoja |

| 2018. október 7. 19:20 | Japán                                           | 3–2 | Dominikai Köztársaság | Nippon Gaishi Hall, Nagoja |
| 2018. október 7. 19:20 | (25–17, 28–26, 22–25, 25–27, 15–11) Jegyzőkönyv |     |                       | Nippon Gaishi Hall, Nagoja |

| 2018. október 8. 10:40 | Németország                       | 0–3 | Szerbia | Nippon Gaishi Hall, Nagoja |
| 2018. október 8. 10:40 | (14–25, 20–25, 20–25) Jegyzőkönyv |     |         | Nippon Gaishi Hall, Nagoja |

| 2018. október 8. 13:25 | Mexikó                                   | 1–3 | Brazília | Nippon Gaishi Hall, Nagoja |
| 2018. október 8. 13:25 | (25–23, 23–25, 13–25, 19–25) Jegyzőkönyv |     |          | Nippon Gaishi Hall, Nagoja |

| 2018. október 8. 16:10 | Hollandia                         | 3–0 | Dominikai Köztársaság | Nippon Gaishi Hall, Nagoja |
| 2018. október 8. 16:10 | (25–19, 25–16, 25–14) Jegyzőkönyv |     |                       | Nippon Gaishi Hall, Nagoja |

| 2018. október 8. 19:20 | Japán                             | 3–0 | Puerto Rico | Nippon Gaishi Hall, Nagoja |
| 2018. október 8. 19:20 | (25–22, 25–14, 25–18) Jegyzőkönyv |     |             | Nippon Gaishi Hall, Nagoja |

| 2018. október 10. 10:40 | Mexikó                            | 0–3 | Dominikai Köztársaság | Nippon Gaishi Hall, Nagoja |
| 2018. október 10. 10:40 | (13–25, 18–25, 15–25) Jegyzőkönyv |     |                       | Nippon Gaishi Hall, Nagoja |

| 2018. október 10. 13:25 | Hollandia                                      | 2–3 | Brazília | Nippon Gaishi Hall, Nagoja |
| 2018. október 10. 13:25 | (25–21, 18–25, 27–25, 19–25, 7–15) Jegyzőkönyv |     |          | Nippon Gaishi Hall, Nagoja |

| 2018. október 10. 16:10 | Németország                              | 3–1 | Puerto Rico | Nippon Gaishi Hall, Nagoja |
| 2018. október 10. 16:10 | (25–23, 25–27, 29–27, 25–22) Jegyzőkönyv |     |             | Nippon Gaishi Hall, Nagoja |

| 2018. október 10. 19:20 | Japán                                    | 3–1 | Szerbia | Nippon Gaishi Hall, Nagoja |
| 2018. október 10. 19:20 | (15–25, 25–23, 25–23, 25–23) Jegyzőkönyv |     |         | Nippon Gaishi Hall, Nagoja |

| 2018. október 11. 10:40 | Mexikó                                   | 1–3 | Puerto Rico | Nippon Gaishi Hall, Nagoja |
| 2018. október 11. 10:40 | (17–25, 19–25, 25–18, 19–25) Jegyzőkönyv |     |             | Nippon Gaishi Hall, Nagoja |

| 2018. október 11. 13:25 | Németország                       | 0–3 | Dominikai Köztársaság | Nippon Gaishi Hall, Nagoja |
| 2018. október 11. 13:25 | (12–25, 19–25, 17–25) Jegyzőkönyv |     |                       | Nippon Gaishi Hall, Nagoja |

| 2018. október 11. 16:10 | Hollandia                         | 3–0 | Szerbia | Nippon Gaishi Hall, Nagoja |
| 2018. október 11. 16:10 | (25–16, 25–12, 25–20) Jegyzőkönyv |     |         | Nippon Gaishi Hall, Nagoja |

| 2018. október 11. 19:20 | Japán                                           | 2–3 | Brazília | Nippon Gaishi Hall, Nagoja |
| 2018. október 11. 19:20 | (25–23, 25–16, 26–28, 21–25, 11–15) Jegyzőkönyv |     |          | Nippon Gaishi Hall, Nagoja |

### F csoport
| Hely. | Csapat           | M | Gy | V | Pont | Sz+ | Sz– | SzA   | P+  | P–  | PA    | Továbbjutás      |
| ----- | ---------------- | - | -- | - | ---- | --- | --- | ----- | --- | --- | ----- | ---------------- |
| 1.    | Olaszország      | 9 | 9  | 0 | 27   | 27  | 3   | 9,000 | 738 | 538 | 1,372 | Harmadik forduló |
| 2.    | Kína             | 9 | 8  | 1 | 24   | 25  | 5   | 5,000 | 732 | 605 | 1,210 | Harmadik forduló |
| 3.    | Egyesült Államok | 9 | 7  | 2 | 19   | 22  | 11  | 2,000 | 743 | 658 | 1,129 | Harmadik forduló |
| 4.    | Oroszország      | 9 | 6  | 3 | 18   | 22  | 12  | 1,833 | 776 | 682 | 1,138 |                  |
| 5.    | Törökország      | 9 | 5  | 4 | 15   | 15  | 15  | 1,000 | 663 | 633 | 1,047 |                  |
| 6.    | Bulgária         | 9 | 4  | 5 | 11   | 14  | 18  | 0,778 | 674 | 722 | 0,934 |                  |
| 7.    | Thaiföld         | 9 | 3  | 6 | 11   | 16  | 22  | 0,727 | 776 | 826 | 0,939 |                  |
| 8.    | Azerbajdzsán     | 9 | 2  | 7 | 6    | 8   | 22  | 0,364 | 630 | 706 | 0,892 |                  |

| 2018. október 7. 10:40 | Törökország                       | 0–3 | Oroszország | Osaka Municipal Central Gymnasium, Oszaka |
| 2018. október 7. 10:40 | (15–25, 17–25, 16–25) Jegyzőkönyv |     |             | Osaka Municipal Central Gymnasium, Oszaka |

| 2018. október 7. 13:25 | Bulgária                          | 0–3 | Egyesült Államok | Osaka Municipal Central Gymnasium, Oszaka |
| 2018. október 7. 13:25 | (16–25, 17–25, 11–25) Jegyzőkönyv |     |                  | Osaka Municipal Central Gymnasium, Oszaka |

| 2018. október 7. 16:10 | Olaszország                       | 3–0 | Azerbajdzsán | Osaka Municipal Central Gymnasium, Oszaka |
| 2018. október 7. 16:10 | (25–12, 25–19, 25–10) Jegyzőkönyv |     |              | Osaka Municipal Central Gymnasium, Oszaka |

| 2018. október 7. 19:20 | Kína                              | 3–0 | Thaiföld | Osaka Municipal Central Gymnasium, Oszaka |
| 2018. október 7. 19:20 | (28–26, 25–20, 25–23) Jegyzőkönyv |     |          | Osaka Municipal Central Gymnasium, Oszaka |

| 2018. október 8. 10:40 | Bulgária                                 | 1–3 | Oroszország | Osaka Municipal Central Gymnasium, Oszaka |
| 2018. október 8. 10:40 | (21–25, 20–25, 25–23, 19–25) Jegyzőkönyv |     |             | Osaka Municipal Central Gymnasium, Oszaka |

| 2018. október 8. 13:25 | Törökország                       | 0–3 | Egyesült Államok | Osaka Municipal Central Gymnasium, Oszaka |
| 2018. október 8. 13:25 | (21–25, 17–25, 18–25) Jegyzőkönyv |     |                  | Osaka Municipal Central Gymnasium, Oszaka |

| 2018. október 8. 16:10 | Kína                              | 3–0 | Azerbajdzsán | Osaka Municipal Central Gymnasium, Oszaka |
| 2018. október 8. 16:10 | (25–17, 25–16, 25–17) Jegyzőkönyv |     |              | Osaka Municipal Central Gymnasium, Oszaka |

| 2018. október 8. 19:20 | Thaiföld                          | 3–0 | Olaszország | Osaka Municipal Central Gymnasium, Oszaka |
| 2018. október 8. 19:20 | (25–15, 25–12, 25–15) Jegyzőkönyv |     |             | Osaka Municipal Central Gymnasium, Oszaka |

| 2018. október 10. 10:40 | Törökország                              | 3–1 | Azerbajdzsán | Osaka Municipal Central Gymnasium, Oszaka |
| 2018. október 10. 10:40 | (26–24, 25–17, 22–25, 25–21) Jegyzőkönyv |     |              | Osaka Municipal Central Gymnasium, Oszaka |

| 2018. október 10. 13:25 | Bulgária                                        | 3–2 | Thaiföld | Osaka Municipal Central Gymnasium, Oszaka |
| 2018. október 10. 13:25 | (25–18, 22–25, 18–25, 25–22, 19–17) Jegyzőkönyv |     |          | Osaka Municipal Central Gymnasium, Oszaka |

| 2018. október 10. 16:10 | Olaszország                              | 3–1 | Oroszország | Osaka Municipal Central Gymnasium, Oszaka |
| 2018. október 10. 16:10 | (22–25, 25–20, 25–18, 25–22) Jegyzőkönyv |     |             | Osaka Municipal Central Gymnasium, Oszaka |

| 2018. október 10. 19:20 | Kína                              | 3–0 | Egyesült Államok | Osaka Municipal Central Gymnasium, Oszaka |
| 2018. október 10. 19:20 | (25–17, 26–24, 25–18) Jegyzőkönyv |     |                  | Osaka Municipal Central Gymnasium, Oszaka |

| 2018. október 11. 10:40 | Bulgária                          | 3–0 | Azerbajdzsán | Osaka Municipal Central Gymnasium, Oszaka |
| 2018. október 11. 10:40 | (25–19, 25–20, 25–20) Jegyzőkönyv |     |              | Osaka Municipal Central Gymnasium, Oszaka |

| 2018. október 11. 13:25 | Törökország                              | 3–1 | Thaiföld | Osaka Municipal Central Gymnasium, Oszaka |
| 2018. október 11. 13:25 | (22–25, 25–20, 25–22, 25–20) Jegyzőkönyv |     |          | Osaka Municipal Central Gymnasium, Oszaka |

| 2018. október 11. 16:10 | Olaszország                              | 3–1 | Egyesült Államok | Osaka Municipal Central Gymnasium, Oszaka |
| 2018. október 11. 16:10 | (25–16, 25–23, 20–25, 25–16) Jegyzőkönyv |     |                  | Osaka Municipal Central Gymnasium, Oszaka |

| 2018. október 11. 19:20 | Kína                                     | 3–1 | Oroszország | Osaka Municipal Central Gymnasium, Oszaka |
| 2018. október 11. 19:20 | (25–22, 21–25, 25–23, 25–15) Jegyzőkönyv |     |             | Osaka Municipal Central Gymnasium, Oszaka |

## Harmadik forduló

### G csoport
| Hely. | Csapat      | M | Gy | V | Pont | Sz+ | Sz– | SzA   | P+  | P–  | PA    | Továbbjutás |
| ----- | ----------- | - | -- | - | ---- | --- | --- | ----- | --- | --- | ----- | ----------- |
| 1.    | Szerbia     | 2 | 2  | 0 | 6    | 6   | 1   | 6,000 | 173 | 148 | 1,169 | Elődöntő    |
| 2.    | Olaszország | 2 | 1  | 1 | 2    | 4   | 5   | 0,800 | 194 | 202 | 0,960 | Elődöntő    |
| 3.    | Japán (R)   | 2 | 0  | 2 | 1    | 2   | 6   | 0,333 | 164 | 181 | 0,906 | 5. helyért  |

| 2018. október 14. 19:20 | Japán                             | 0–3 | Szerbia | Nippon Gaishi Hall, Nagoja |
| 2018. október 14. 19:20 | (19–25, 18–25, 23–25) Jegyzőkönyv |     |         | Nippon Gaishi Hall, Nagoja |

| 2018. október 15. 19:20 | Olaszország                                     | 3–2 | Japán | Nippon Gaishi Hall, Nagoja |
| 2018. október 15. 19:20 | (25–20, 22–25, 25–21, 19–25, 15–13) Jegyzőkönyv |     |       | Nippon Gaishi Hall, Nagoja |

| 2018. október 16. 16:10 | Olaszország                              | 1–3 | Szerbia | Nippon Gaishi Hall, Nagoja |
| 2018. október 16. 16:10 | (21–25, 19–25, 25–23, 23–25) Jegyzőkönyv |     |         | Nippon Gaishi Hall, Nagoja |

### H csoport
| Hely. | Csapat           | M | Gy | V | Pont | Sz+ | Sz– | SzA   | P+  | P–  | PA    | Továbbjutás |
| ----- | ---------------- | - | -- | - | ---- | --- | --- | ----- | --- | --- | ----- | ----------- |
| 1.    | Kína             | 2 | 2  | 0 | 5    | 6   | 3   | 2,000 | 202 | 177 | 1,141 | Elődöntő    |
| 2.    | Hollandia        | 2 | 1  | 1 | 2    | 4   | 5   | 0,800 | 183 | 201 | 0,910 | Elődöntő    |
| 3.    | Egyesült Államok | 2 | 0  | 2 | 2    | 4   | 6   | 0,667 | 207 | 214 | 0,967 | 5. helyért  |

| 2018. október 14. 16:10 | Kína                                           | 3–2 | Egyesült Államok | Nippon Gaishi Hall, Nagoja |
| 2018. október 14. 16:10 | (25–22, 19–25, 20–25, 25–23, 15–9) Jegyzőkönyv |     |                  | Nippon Gaishi Hall, Nagoja |

| 2018. október 15. 16:10 | Hollandia                                      | 3–2 | Egyesült Államok | Nippon Gaishi Hall, Nagoja |
| 2018. október 15. 16:10 | (30–32, 15–25, 25–22, 25–15, 15–9) Jegyzőkönyv |     |                  | Nippon Gaishi Hall, Nagoja |

| 2018. október 16. 19:20 | Hollandia                                | 1–3 | Kína | Nippon Gaishi Hall, Nagoja |
| 2018. október 16. 19:20 | (25–23, 13–25, 18–25, 17–25) Jegyzőkönyv |     |      | Nippon Gaishi Hall, Nagoja |

## Egyenes kieséses szakasz

### Elődöntők
| 2018. október 19. 13:40 | Szerbia                                  | 3–1 | Hollandia | Jokohama Aréna, Jokohama |
| 2018. október 19. 13:40 | (25–22, 26–28, 25–19, 25–23) Jegyzőkönyv |     |           | Jokohama Aréna, Jokohama |

| 2018. október 19. 16:10 | Kína                                            | 2–3 | Olaszország | Jokohama Aréna, Jokohama |
| 2018. október 19. 16:10 | (18–25, 25–21, 16–25, 31–29, 15–17) Jegyzőkönyv |     |             | Jokohama Aréna, Jokohama |

### Az 5. helyért
| 2018. október 19. 19:20 | Japán                                    | 1–3 | Egyesült Államok | Jokohama Aréna, Jokohama |
| 2018. október 19. 19:20 | (23–25, 16–25, 25–23, 23–25) Jegyzőkönyv |     |                  | Jokohama Aréna, Jokohama |

### Bronzmérkőzés
| 2018. október 20. 17:20 | Hollandia             | 0–3 | Kína | Jokohama Aréna, Jokohama |
| 2018. október 20. 17:20 | (22–25, 19–25, 14–25) |     |      | Jokohama Aréna, Jokohama |

### Döntő
| 2018. október 20. 19:40 | Szerbia                             | 3–2 | Olaszország | Jokohama Aréna, Jokohama |
| 2018. október 20. 19:40 | (21–25, 25–14, 23–25, 25–19, 15–12) |     |             | Jokohama Aréna, Jokohama |

| A 2018-as női röplabda-világbajnokság győztese |
| ---------------------------------------------- |
| · Szerbia · 1. cím                             |

## Végeredmény
| Helyezés | Csapat                |
| -------- | --------------------- |
| Arany    | Szerbia               |
| Ezüst    | Olaszország           |
| Bronz    | Kína                  |
| 4.       | Hollandia             |
| 5.       | Egyesült Államok      |
| 6.       | Japán                 |
| 7.       | Brazília              |
| 8.       | Oroszország           |
| 9.       | Dominikai Köztársaság |
| 10.      | Törökország           |
| 11.      | Németország           |
| 12.      | Thaiföld              |
| 13.      | Puerto Rico           |
| 14.      | Azerbajdzsán          |
| 15.      | Mexikó                |
| 16.      | Dél-Korea             |
| 17.      | Kanada                |
| 18.      | Argentína             |
| 19.      | Kenya                 |
| 20.      | Japán                 |
| 21.      | Kamerun               |
| 22.      | Kuba                  |
| 23.      | Trinidad és Tobago    |
| 24.      | Kazahsztán            |